# Gamla Enskede
Gamla Enskede – dzielnica (stadsdel) Sztokholmu, położona w jego południowej części (Söderort) i wchodząca w skład stadsdelsområde Enskede-Årsta-Vantör. Graniczy z dzielnicami Kärrtorp, Enskededalen, Skarpnäcks gård, Gubbängen, Tallkrogen, Svedmyra, Stureby, Enskedefältet, Enskede Gård, Johanneshov i Hammarbyhöjden. 
Według danych opublikowanych przez gminę Sztokholm, 31 grudnia 2020 r. Gamla Enskede liczyło 11 042 mieszkańców. Powierzchnia dzielnicy wynosi 2,96 km².
W granicach Gamla Enskede położony jest cmentarz leśny Skogskyrkogården oraz dwie stacje zielonej linii (T18) sztokholmskiego metra, Sandsborg i Skogskyrkogården.